# I Don’t Want to Spoil the Party
I Don’t Want to Spoil the Party (englisch sinngemäß für: Ich möchte nicht die Party verderben) ist ein Lied der britischen Band The Beatles, das 1964 auf ihrem vierten Studioalbum Beatles for Sale veröffentlicht wurde. Komponiert wurde es von John Lennon und Paul McCartney und unter der Autorenangabe Lennon/McCartney veröffentlicht.

## Hintergrund
I Don’t Want to Spoil the Party basiert überwiegend auf den musikalischen Ideen von John Lennon. Die Musik des Liedes wurde von der US-amerikanischen Country-Musik beeinflusst. Der Text des Liedes ist in einer düsteren Stimmung gehalten wie auch weitere Lieder des Albums Beatles for Sale: No Reply, Baby’s in Black oder besonders I’m a Loser; hierbei ist der Einfluss von Bob Dylan auf John Lennon erkennbar.
I Don’t Want to Spoil the Party wurde nicht in das Liverepertoire der Gruppe im Jahr 1964 aufgenommen.

## Aufnahme
I Don’t Want to Spoil the Party wurde am 29. September 1964 in den Londoner Abbey Road Studios (Studio 2) mit dem Produzenten George Martin aufgenommen. Norman Smith war der Toningenieur der Aufnahmen. Die Band nahm insgesamt 19 Takes auf, wobei der 19. Take auch für die finale Version verwendet wurde.
Am 29. September 1964 wurden What You’re Doing und Every Little Thing (nicht die endgültige Version) eingespielt.
Die Abmischung des Liedes erfolgte am 26. Oktober 1964 in Mono und am 4. November in Stereo. Die Monoabmischung von I Don’t Want to Spoil the Party beinhaltet eine andere Abmischung der Gitarre.
Besetzung
- John Lennon: Akustikgitarre, Gesang
- Paul McCartney: Bass, Hintergrundgesang
- George Harrison: Leadgitarre, Gesang
- Ringo Starr: Schlagzeug, Tamburin

## Veröffentlichungen
- Am 13. November 1964 erschien in Deutschland das sechste Beatles-Album Beatles for Sale, auf dem I Don’t Want to Spoil the Party enthalten ist. In Großbritannien wurde das Album am 4. Dezember 1964 veröffentlicht, dort war es das vierte Beatles-Album.
- Am 15. Februar 1965 wurde in den USA die Single Eight Days a Week / I Don’t Want to Spoil the Party veröffentlicht, die B-Seite erreichte dort separat Platz 39 der Charts.
- Am 15. April 1965 wurde in Japan die Single I Don’t Want to Spoil the Party / Everybody’s Trying to Be My Baby veröffentlicht.[2]
- In Großbritannien erschien am 4. Juni 1965 die EP Beatles for Sale (No. 2), auf der sich ebenfalls I Don’t Want to Spoil the Party befindet.
- Am 8. Juni 1965 wurde in Deutschland die Single Kansas City/Hey Hey Hey Hey / I Don’t Want to Spoil the Party veröffentlicht.
- In den USA wurde I Don’t Want to Spoil the Party auf dem dortigen neunten Album Beatles VI am 14. Juni 1965 veröffentlicht.

## Coverversionen
Folgend eine kleine Auswahl:
- Rosanne Cash –  Hits 1979–1989 [3]
- The Smithereens – B-Sides The Beatles [4]